# راجنار كامب
راجنار كامب (بالإنجليزية: Ragnar Kamp)‏ هو لاعب كرلنغ أمريكي، ولد في 9 أبريل 1953.

## وصلات خارجية
- راجنار كامب على موقع الاتحاد الدولي للكرلنغ (الإنجليزية)